# 船尾座OU
船尾座OU，又名CD-44 3223，HD 56022、SAO 218546、HR 2746，是船尾座的一颗恒星，视星等为4.89，位于銀經256.26，銀緯-15.3，其B1900.0坐标为赤經7h 10m 13.8s，赤緯-45° -15.3′ 32″。